# Don Juan, hertig av Montizon
Juan Carlos Maria Isidro de Borbon y Braganza, hertig av Montizon, son till Don Carlos, hertig av Molina, född 15 maj 1822, död 21 november 1887, var tronpretendent till den spanska tronen.

## Biografi
Sedan hans bröder 1860 blivit fångna vid Tortosa efter ett försök att överta kungamakten i Spanien och avsagt sig sina arvsanspråk, blev don Juan tronföljare enligt en carlistiska tronföljdslinjen. Han inledde omedelbart förhandlingar med spanska drottningen om att avsäga sig sina tronanspråk, men sedan bröderna blivit fria återtog de dock sina avsägelser. Båda bröderna avled dock utan arvingar redan 1861, och Juan återupptog sina förhandlingar, något som väckte bestörtning i carlistkretsar. 1868, när en överenskommelse var nära, valde han dock att avstå sina tronanspråk till förmån för sin son.
Han gifte sig i Modena 1847 med Beatrix, ärkehertiginna av Österrike-Este (1824-1906) och bland de många barnen fanns Don Carlos, hertig av Madrid.